# 류지민 (배우)
류지민(중국어 정체자: 劉濟民, 병음: Líu Jìmín, 한자음: 유제민, 1973년 7월 20일 ~)은 대만의 배우이다.

## 방송
- 희설대만